# USS 컨스텔레이션 (CV-64)
USS 컨스텔레이션 (CV-64)은 미국의 키티호크급 항공모함 4척 중에서 2번함이다. 배수량 8만톤으로, 8개의 보일러로 스팀 터빈을 돌리는 재래식 항공모함이다.

## 역사
1956년 7월 1일 발주했다. 1961년 취역해 2003년 퇴역하고 폐기되었다.
1999년 코소보 전쟁에 주일미군 제7함대 (미국)의 USS 키티호크 (CV-63) 항공모함이 차출되었다. 1999년 나토의 유고슬라비아 공습에 참여했다. 1999년 4월 20일, 미국 국방부 관계자들은 태평양상의 제7함대를 이끌고 있는 키티 호크 항모가 발칸전쟁과 관련, 걸프 해역으로 이동배치됐기 때문에 현재 태평양에는 미 항모가 없는 이례적인 일이 발생했다고 말했다. 미국에서 정비중인 컨스텔레이션호가 2주일 정도면 배치될 수 있다고 말했다.
2003년 이라크 전쟁 당시, USS 키티호크 (CV-63), USS 해리 S. 트루먼 (CVN-75), USS 시어도어 루스벨트 USS 에이브러햄 링컨 (CVN-72) 등 다른 미 항모 4척과 함께 이라크를 공격했다.

### 1차 북핵위기
1994년 1차 북핵위기 당시 동해에 출동했었다. 김영삼 대통령은 1994년 제1차 북핵 위기 당시 전쟁발발 두 시간 전에 빌 클린턴과 전화로 싸워서 전쟁을 막았다고 무용담처럼 자랑했다. 당시 동해안에 영변을 때리려고 미국 해군군함 33척, 2개 항공모함이 와 있었다. 1994년 6월 지미 카터 전직 미대통령이 최후통첩을 하기 위해 평양을 방문했으며, 김일성이 동해안에 이미 배치되어 있는 미국 해군에 매우 겁을 먹고 있었다.
1994년 9월, 미국 해군의 항공모함 2척과 함정 33척이 원산 인근 동해에 집결해 영변의 핵시설을 공습하려고 했다.
아이티 사태에서 미국은 아이티 인근 해상에서 항공모함 훈련을 하며 무력시위를 하면서, 지미 카터 전직 대통령을 보내 아이티 정부에 최후통첩을 하여, 아이티 정권을 무혈로 교체했다. 쿠데타로 집권한 라울 세드라스 대통령을 파나마로 망명 보내고, 쿠데타로 쫓겨난 장베르트랑 아리스티드 전직 대통령을 권좌로 복귀시켰다. 아이티에 미군 2만명을 주둔시켰다. 이러한 아이티 사태의 해결에 자신감을 얻는 빌 클린턴 행정부는 9월 동해에 2개 항모전단을 집결시켜 북한을 압박했다.